# سیارک ۱۱۹۵۶
سیارک ۱۱۹۵۶ (به انگلیسی: 11956 Tamarakate، نامگذاری:1994CL14) یازده هزار و نهصد و پنجاه و ششمین سیارک کشف شده‌است که در ۸ فوریه ۱۹۹۴ کشف شد.
قدر مطلق سیارک برابر ۱۷.۰ است.